# Snow Queen Trophy
Snow Queen Trophy (kroatiska: Snježna kraljica) är en alpin skidåkningstävling i slalom som körs nedför toppen Sljeme vid berget Medvednica utanför Zagreb i Kroatien. Tävlingarna ingår i världscupen, och lockar ofta upp mot 25 000 åskådare. vilket gör att tävlingarna tillhör världscupens mest besökta.
Utöver de vanliga världscuppoängen ger tävlingarna 60 000 euro i prispengar samt en kristallkrona. Vid 2006 års tävlingar tappade Janica Kostelić sin högra stav i den tredje porten och efter en stor bragd lyckades ta sig ner för backen och slutade på tredje plats i tävlingen. Sedan 2008 arrangeras även en världscuptävling i slalom för herrar på Sljeme.
Tävlingarna kallades ursprungligen  "Golden Bear" (kroatiska: Zlatni medvjed), men namnet ändrades inför 2006 års tävling, till Janica Kostelić ära.

## Resultat
Källa: officiella resultat/organisation

### Herrar
| Säsong | Datum            | Etta                                         | Tvåa                                         | Trea                                         | Detaljer |
| 2008   | 17 februari 2008 | Mario Matt, Österrike                        | Ivica Kostelić, Kroatien                     | Reinfried Herbst, Österrike                  |          |
| 2009   | 6 januari 2009   | Jean-Baptiste Grange, Frankrike              | Ivica Kostelić, Kroatien                     | Giuliano Razzoli, Italien                    |          |
| 2010   | 6 januari 2010   | Giuliano Razzoli, Italien                    | Manfred Mölgg, Italien                       | Julien Lizeroux, Frankrike                   |          |
| 2011   | 6 januari 2011   | André Myhrer, Sverige                        | Ivica Kostelić, Kroatien                     | Mattias Hargin, Sverige                      |          |
| 2012   | 5 januari 2012   | Marcel Hirscher, Österrike                   | Felix Neureuther, Tyskland                   | Ivica Kostelić, Kroatien                     |          |
| 2013   | 6 januari 2013   | Marcel Hirscher, Österrike                   | André Myhrer, Sverige                        | Mario Matt, Österrike                        |          |
| 2014   | 6 januari 2014   | Inställt på grund av snöbrist och plusgrader | Inställt på grund av snöbrist och plusgrader | Inställt på grund av snöbrist och plusgrader |          |
| 2015   | 6 januari 2015   | Marcel Hirscher, Österrike                   | Felix Neureuther, Tyskland                   | Sebastian Foss Solevåg, Norge                |          |
| 2016   | 6 januari 2016   | Inställt på grund av snöbrist och plusgrader | Inställt på grund av snöbrist och plusgrader | Inställt på grund av snöbrist och plusgrader |          |
| 2017   | 5 januari 2017   | Manfred Mölgg, Italien                       | Felix Neureuther, Tyskland                   | Henrik Kristoffersen, Norge                  |          |
| 2018   | 4 januari 2018   | Marcel Hirscher, Österrike                   | Michael Matt, Österrike                      | Henrik Kristoffersen, Norge                  |          |
| 2019   | 6 januari 2019   | Marcel Hirscher, Österrike                   | Alexis Pinturault, Frankrike                 | Manuel Feller, Österrike                     |          |
| 2020   | 5 januari 2020   | Clément Noël, Frankrike                      | Ramon Zenhäusern, Schweiz                    | Alex Vinatzer, Italien                       |          |

### Damer
| Säsong | Datum            | Etta                                         | Tvåa                                         | Trea                                         | Detaljer |
| 2005   | 20 januari 2005  | Tanja Poutiainen, Finland                    | Kristina Koznick, USA                        | Marlies Schild, Österrike                    |          |
| 2006   | 5 januari 2006   | Marlies Schild, Österrike                    | Kathrin Zettel, Österrike                    | Janica Kostelić, Kroatien                    |          |
| 2007   | 4 januari 2007   | Marlies Schild, Österrike                    | Ana Jelušić, Kroatien                        | Šárka Záhrobská, Tjeckien                    |          |
| 2008   | 15 februari 2008 | Tanja Poutiainen, Finland                    | Marlies Schild, Österrike                    | Veronika Zuzulová, Slovakien                 |          |
| 2009   | 4 januari 2009   | Maria Riesch, Tyskland                       | Nicole Gius, Italien                         | Šárka Záhrobská, Tjeckien                    |          |
| 2010   | 3 januari 2010   | Sandrine Aubert, Frankrike                   | Kathrin Zettel, Österrike                    | Susanne Riesch, Tyskland                     |          |
| 2011   | 4 januari 2011   | Marlies Schild, Österrike                    | Maria Riesch, Tyskland                       | Manuela Mölgg, Italien                       |          |
| 2012   | 3 januari 2012   | Marlies Schild, Österrike                    | Tina Maze, Slovenien                         | Michaela Kirchgasser, Österrike              |          |
| 2013   | 4 januari 2013   | Mikaela Shiffrin , USA                       | Frida Hansdotter, Sverige                    | Erin Mielzynski, Kanada                      |          |
| 2014   | 4 januari 2014   | Inställt på grund av snöbrist och plusgrader | Inställt på grund av snöbrist och plusgrader | Inställt på grund av snöbrist och plusgrader |          |
| 2015   | 4 januari 2015   | Mikaela Shiffrin, USA                        | Kathrin Zettel, Österrike                    | Nina Løseth, Norge                           |          |
| 2016   | 5 januari 2016   | Inställt på grund av snöbrist och plusgrader | Inställt på grund av snöbrist och plusgrader | Inställt på grund av snöbrist och plusgrader |          |
| 2017   | 3 januari 2017   | Veronika Velez-Zuzulová, Slovakien           | Petra Vlhová, Slovakien                      | Šárka Strachová, Tjeckien                    |          |
| 2018   | 3 januari 2018   | Mikaela Shiffrin, USA                        | Wendy Holdener, Schweiz                      | Frida Hansdotter, Sverige                    |          |
| 2019   | 5 januari 2019   | Mikaela Shiffrin, USA                        | Petra Vlhová, Slovakien                      | Wendy Holdener, Schweiz                      |          |
| 2020   | 4 januari 2020   | Petra Vlhová, Slovakien                      | Mikaela Shiffrin, USA                        | Katharina Liensberger, Österrike             |          |

### Fotnoter
1. ↑  ”Organizatori tvrde: 25 tisuća grla navijalo za Ivicu u drugoj vožnji” (på kroatiska). Index.hr. 6 januari 2011. http://www.index.hr/sport/clanak/organizatori-tvrde-ivicu-na-sljemenu-prati-22-tisuce-navijaca/531879.aspx. Läst 17 januari 2011.
2. ↑  ”Sljeme zagromilo pod devetnaest tisuća navijača” (på kroatiska). Index.hr. 17 februari 2008. http://www.index.hr/xmag/clanak/sljeme-zagromilo-pod-devetnaest-tisuca-navijaca/374843.aspx. Läst 17 januari 2011.
3. ↑  ”Rezultati”. snowqueentrophy.com. https://snowqueentrophy.com/rezultati/. Läst 11 augusti 2022.